# Marian Tałaj

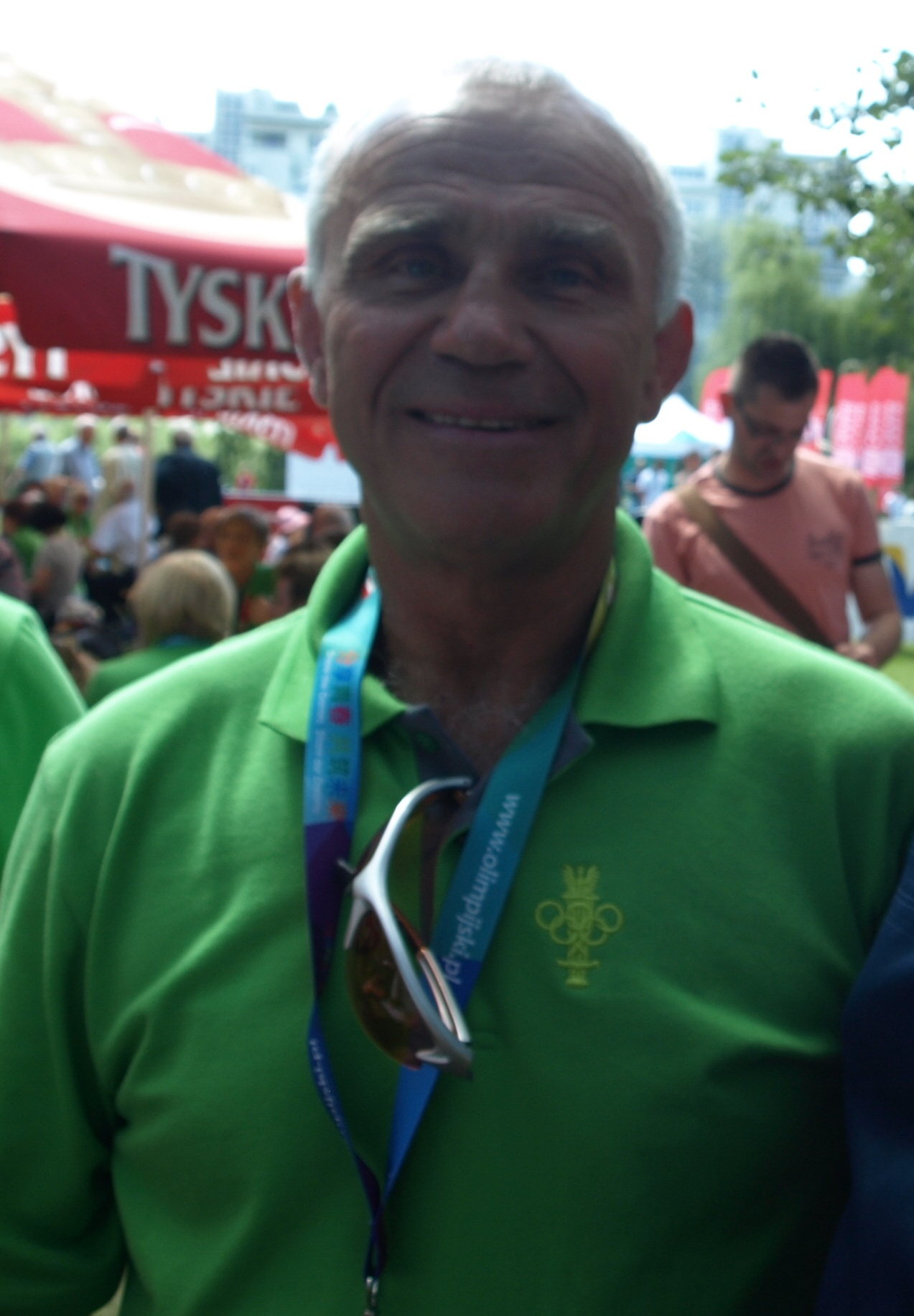
Marian Tałaj (2014)

Marian Tałaj (* 22. Dezember 1950 in Koszalin) ist ein ehemaliger polnischer Judoka. Er gewann 1976 eine olympische Bronzemedaille im Halbmittelgewicht.
Der 1,70 m große für Gwardia Koszalin antretende Marian Tałaj war 1968 Jugendeuropameister in der Gewichtsklasse bis 58 kg. Von 1970 bis 1976 trat er meist im Halbmittelgewicht bis 70 kg an. Nach der Neuordnung der Gewichtsklassen startete er ab 1977 im Leichtgewicht bis 71 kg.
Bei den Europameisterschaften 1972 gewann Tałaj die Bronzemedaille im Halbmittelgewicht. Bei den Olympischen Spielen 1972 in München trat in dieser Gewichtsklasse Antoni Zajkowski für Polen an. Tałaj startete in München in der Gewichtsklasse bis 63 kg und gewann seine ersten beiden Kämpfe, schied dann aber gegen den Kubaner Héctor Rodríguez aus und belegte den elften Platz. 1974 gewann Tałaj die Bronzemedaille bei den Studentenweltmeisterschaften. Bei den Weltmeisterschaften 1975 in Wien unterlag er im Halbfinale gegen den sowjetischen Judoka Waleri Dwoinikow und verlor anschließend den Kampf um Bronze gegen den Japaner Katsunori Akimoto. 
1976 gewann Tałaj eine Bronzemedaille bei den Europameisterschaften in Kiew. Bei den Olympischen Spielen 1976 in Montreal unterlag er in seinem ersten Kampf gegen den späteren Olympiasieger Waleri Newsorow aus der Sowjetunion, gewann dann aber alle drei Kämpfe in der Hoffnungsrunde und erhielt die Bronzemedaille. 1977 trafen Newsorow und Tałaj bei den Europameisterschaften in Ludwigshafen im Leichtgewichtsfinale aufeinander, Newsorow gewann Gold und Tałaj Silber. 
Bis 1981 war Tałaj zwar noch bei polnischen Meisterschaften erfolgreich, gewann aber keine internationalen Medaillen mehr. 

## Polnische Meistertitel
- Leichtgewicht: 1977, 1978, 1980, 1981
- Halbmittelgewicht: 1971, 1975, 1976